# Perchtoldsdorf
Perchtoldsdorf er en by i det nordøstlige Østrig, med et indbyggertal (pr. 2007) på cirka 14.500. Byen ligger i delstaten Niederösterreich, 16 kilometer sydvest for hovedstaden Wien.
- Wikimedia Commons har flere filer relateret til Perchtoldsdorf